# Aphanolejeunea capensis
Aphanolejeunea capensis là một loài Rêu trong họ Lejeuneaceae. Loài này được (S.W. Arnell) S.W. Arnell mô tả khoa học đầu tiên năm 1963.